# Traktografia

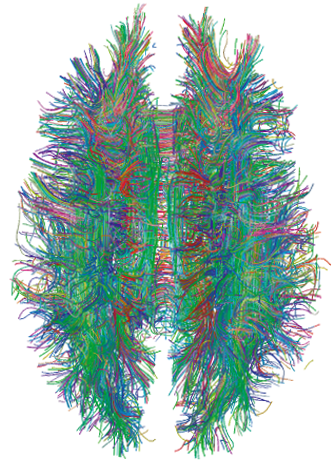
Obraz ludzkiego mózgu uzyskany techniką traktografii

Traktografia, traktografia istoty białej (ang. tractography, diffusion tensor tractography) – nieinwazyjna technika obrazowania metodą rezonansu magnetycznego, umożliwiająca uwidocznienie kierunku i ciągłości przebiegu włókien nerwowych in vivo. Dane potrzebne do stworzenia obrazu przestrzennego ułożenia włókien nerwowych w układzie nerwowym uzyskuje się przy pomocy tzw. techniki obrazowania tensora dyfuzji (obrazowanie dyfuzyjne MRI, DTI). Specjalne programy łączą tzw. wektory własne (ang. eigenvectors) w sąsiednich wokselach,  zgodnie z wskazywanym przez nie kierunkiem. Zmiany wartości FA (frakcyjnej anizotropii) i maksymalnego kąta między wektorami własnymi w sąsiednich wokselach pozwalają na zmiany czułości lub  swoistości metody. Wykorzystywany algorytm kreśli tor włókien z wybranego punktu w oparciu o zasadę ciągłości wokseli i doboru każdego kolejnego w zależności od kierunku tensora dyfuzji w wokselu bieżącym wyznaczonego przez dominującą składową. Kierunek włókien jest kodowany kolorem: barwa czerwona wskazuje przebieg włókien w osi X (prawo-lewo), zielony w osi Y (przód-tył), niebieski w osi Z (góra-dół). 
Uzyskane obrazy 2D i 3D są wykorzystywane do ustalenia wskazań/przeciwwskazań i przy neuronawigacji w skomplikowanych zabiegach neurochirurgicznych.
Początki traktografii przypadają na połowę lat 90. Pewne teoretyczne podstawy techniki opatentował Aaron G. Filler w 1992. Przełomowe były badania Susumu Moriego, opatentowane w 2003.